# Вознесенский (Иркутская область)
Вознесенский — поселок в Нижнеудинском районе Иркутской области.

## География
Посёлок находится в 1 км от Шумского. Находится под горой Вознесенка.

## Население
По данным Всероссийской переписи населения 2010 года население НП составило 650 человек

## Власть
Посёлок в административном плане относится к Усть-Рубахинскому муниципальному образованию Нижнеудинского района Иркутской области.